# Wachttijdparadox
De wachttijdparadox is een paradox uit de wachtrijtheorie. In het kort komt het erop neer dat de wachttijd vanaf een willekeurig tijdstip tot bijvoorbeeld het passeren van een auto, gemiddeld even lang is als de gemiddelde tijd tussen twee opeenvolgende auto's, terwijl men op het eerste gezicht maar de helft daarvan zou verwachten. 

## Paradox
Ik ben bezig met een verkeerstelling op een rustige weg. Ik noteer het tijdstip waarop een auto aan mijn  kant van de weg passeert. De tijd tussen twee opvolgende auto's blijkt gemiddeld 4 minuten te zijn, maar de tijd is tamelijk willekeurig verdeeld. Als er een auto voorbij is, komt er soms al snel weer een auto. Soms kan het echter ook vrij lang duren voor de volgende auto komt. Iedere ochtend begin ik om ca. 8 uur en ik verwachtte dat het gemiddeld 2 minuten zou duren tot de eerstvolgende auto voorbij zou komen, want ik meende gemiddeld genomen midden in een interval tussen twee auto's te beginnen. Tot mijn verbazing duurde het gemiddeld 4 minuten, juist zo lang als de gemiddelde tijd tussen twee auto's! Hoe zit dat?
De precieze verklaring en de nodige voorwaarden staan hieronder. Daarvoor is wat kansrekening nodig, maar we kunnen ook zo wel begrijpen wat er aan de hand is. Weliswaar begin ik gemiddeld te meten in het midden van een interval tussen twee auto's, maar niet alle intervallen zijn even waarschijnlijk. Ik zal vaker in een groter interval beginnen dan in een kleiner. Gemiddeld in een interval dat twee keer zo lang duurt als de gemiddelde tijd tussen de auto's.

## Verklaring
Bij niet te hoge verkeersdichtheid is de tijd {\displaystyle T} tussen twee opeenvolgende auto's exponentieel verdeeld met verwachtingswaarde de gemiddelde tussentijd {\displaystyle \mu } (in het voorbeeld 4 minuten). Als ik begin, prik ik in een interval ter lengte {\displaystyle X}. De kans dat {\displaystyle X} een lengte van ongeveer {\displaystyle x} heeft, dat wil zeggen in het interval {\displaystyle (x,x+{\rm {d}}x)} ligt, wordt bepaald door de kans dat {\displaystyle T} in het interval {\displaystyle (x,x+{\rm {d}}x)} ligt, vermenigvuldigd met de lengte {\displaystyle x}, want ik prik willekeurig, dus de kans een interval te treffen is nog evenredig met de lengte van dat interval. De kansdichtheid van {\displaystyle X} is dus:
{\displaystyle f_{X}(x)=c\cdot x\cdot {\frac {1}{\mu }}e^{-x/\mu }}
De normeringsconstante {\displaystyle c} volgt uit:
{\displaystyle 1=\int f_{X}(x)\,{\rm {d}}x=c\int x{\frac {1}{\mu }}e^{-x/\mu }\,{\rm {d}}x=c\mu }
De verwachte lengte {\displaystyle \mathrm {E} X} van het interval waarin ik begin is dus:
{\displaystyle \mathrm {E} X=\int xf_{X}(x)\,{\rm {d}}x=\int x^{2}{\frac {1}{\mu ^{2}}}e^{-x/\mu }\,{\rm {d}}x=2\mu }
Daaruit blijkt dat bij het begin de tijdsduur tot de eerste auto voorbijkomt  twee keer zo groot is als de gemiddelde tijd tussen twee auto's. Men moet dus gemiddeld net zo lang wachten op de volgende auto als wanneer men begint te meten na de eerste passerende auto.

## Openbaar vervoer
De paradox is interessant voor gebruikers van het openbaar vervoer. Stel dat er in de dienstregeling staat dat er twee keer per uur een trein komt. Dat klinkt gunstig - iemand die op een willekeurig moment naar het station gaat, kan rekenen op een gemiddelde wachttijd van een kwartier. Het is echter heel anders als de twee treinen niet met gelijkmatige tussenpozen komen. In het extreme geval rijden er twee treinen kort na elkaar, en daarna 59 minuten niets. In dat geval is de gemiddelde wachttijd weinig beter dan een half uur, want de kans dat een reiziger net tussen twee opeenvolgende treinen op het station komt is minimaal.
De hier geschetste situatie is niet zo uitzonderlijk. 
Bijvoorbeeld, de intercity van Amersfoort naar Groningen en Leeuwarden wordt in Zwolle gesplitst. 
Op het traject Zwolle-Meppel rijden dan twee treinen binnen enkele minuten na elkaar.